# 孟中康
孟中康（1961年4月—），浙江诸暨人。中国人民解放军少将。

## 生平
先后在中国人民解放军西安政治学院、中国人民解放军石家庄陆军指挥学院、中国人民解放军南京政治学院上海分院学习，曾获中国人民解放军国防大学研究生学历。历任战士，排长，政治指导员，团政治处干部股、师政治部干部科、集团军政治部干部处干事，团政治处副主任，师政治部秘书科长、干部科长，团政委，师政治部主任，北京军区某炮兵旅政委，北京军区红军师政委。2010年12月，任中国人民解放军陆军第三十八集团军政治部主任。后升任陆军第三十八集团军副政委。2014年1月，任北京军区联勤部副政委。
2016年1月，任中国人民解放军东部战区陆军副政委。2017年1月，任陆军第十二集团军政委。2017年4月，任江苏省军区政委。2018年1月，任中共江苏省委常委。2018年2月24日，当选为第十三届全国人大代表。2019年，因严重违纪，被免去江苏省委常委、省军区政委职务，责令辞去全国人大代表职务。9月3日，中央军委国防动员部选举委员会召开会议，决定接受孟中康辞职。